# リスクモンスター
リスクモンスター株式会社（英: Riskmonster.com）は、東京都中央区に本社を置き、与信管理支援ASP・クラウドサービスを主に、与信管理に関連するコンサルティング事業、ビジネスポータルサイト運営、デジタルデータ化サービス等の各種BPO（ビジネス・プロセス・アウトソーシング）事業、教育関連事業を含むその他サービス事業を展開する日本の企業。

## 概要
2000年、日商岩井株式会社（現双日株式会社）の審査部出身の3名で設立。経営判断に必要不可欠な与信管理業務の効率化を目的に、審査部門のアウトソーシング事業会社として発足。
様々な情報リソースから情報収集し独自データベースを構築、倒産確率に基づく企業信用格付を提供している。
近年では、取引先の信用力を評価するためのツールとして、企業格付以外にも、コンプライアンス・反社チェックツールの提供も行っている。
総合BPO事業会社を目指し、事業展開を積極的にすすめており、グループ会社では次のようなサービスを提供している。
- 営業・マーケティング支援サービスを主とする子会社リスモン・マッスル・データ株式会社があり、その子会社に日本アウトソース株式会社と株式会社シップスがある。
- グループウェア事業等を手がけるリスモン・ビジネス・ポータル株式会社（株式会社ジェービーピーを子会社化）
- 教育・研修サービスとして『サイバックスUniv.』を提供するサイバックス株式会社（現在はリスクモンスターに吸収合併されている）